# Kungliga Djurgården
Kungliga Djurgården är en del av den Kungliga nationalstadsparken, och är en äldre beteckning på det område som innefattar Norra och Södra Djurgården i nuvarande Stockholm och som innefattas av den kungliga dispositionsrätten. Området har ägts eller disponerats av monarken sedan Karl Knutsson (Bonde) på 1400-talet.
Ståthållarämbetet förvaltar området via Kungliga Djurgårdens Förvaltning.

## Avgränsning

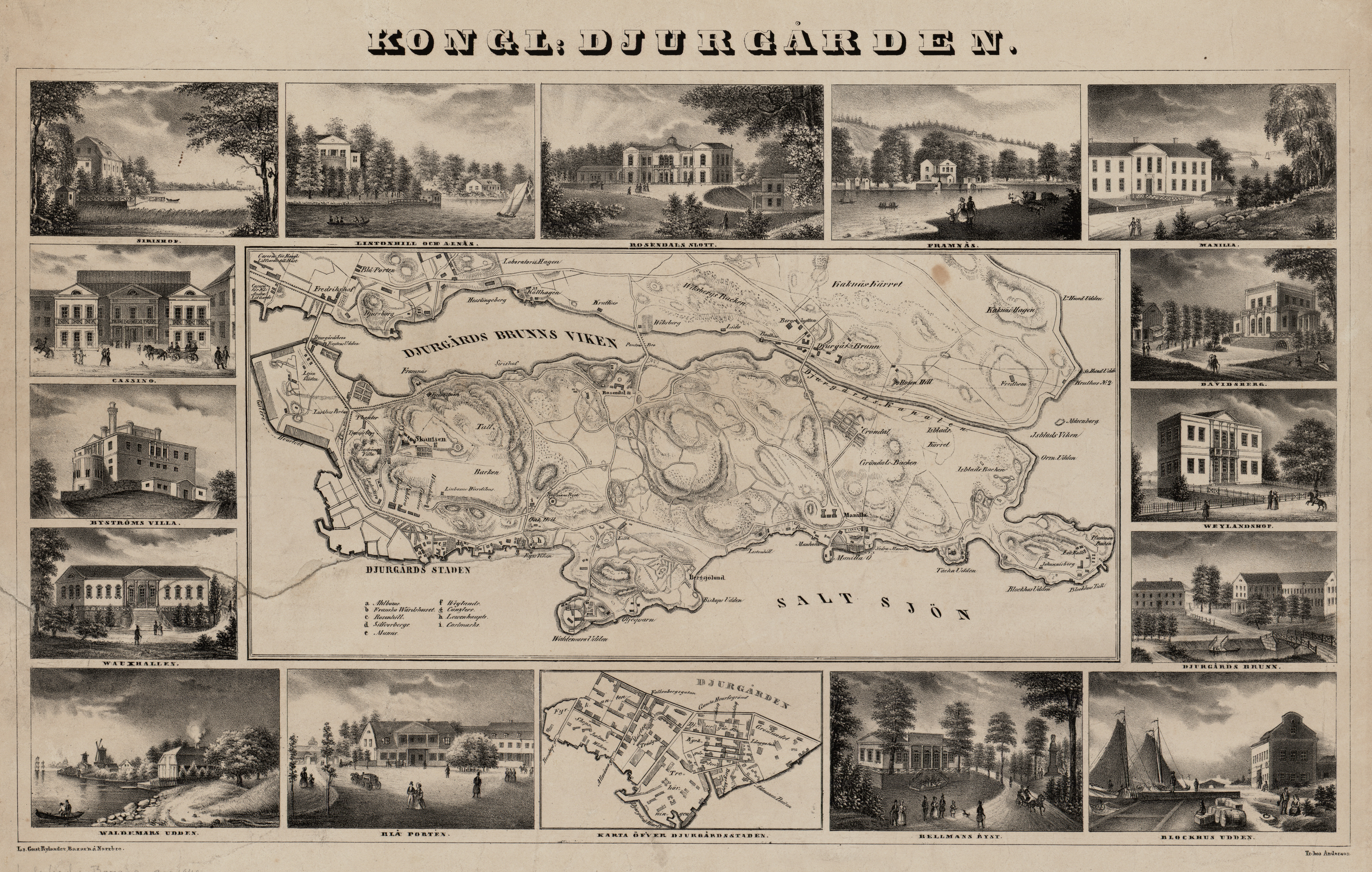
Karta över Djurgården från 1845, som är inramad med 16 illustrationer med rubrikerna: Sirishof, Listonhill och Alnäs, Rosendals slott, Framnäs, Manilla, Davidsberg, Weylandshof, Djurgårds brunn, Blockhus udden, Bellmans byst, Karta öfver Djurgårdsstaden, Blå porten, Waldermars udden, Wauxhallen, Byströms villa, Cassino.

Kungliga Djurgården är en del av Nationalstadsparken och brukar delas upp i två större områden som inte är strikt definierade:
- Södra Djurgården som består av ön och stadsdelen Djurgården, grönområdena i stadsdelen Ladugårdsgärdet samt ögruppen Fjäderholmarna.
- Norra Djurgården som omfattar parkdelarna i området mellan Brunnsviken, Ålkistan, Lilla Värtan och Lidingövägen, det vill säga ungefär det som ingår i stadsdelen Norra Djurgården.

Enligt Stockholms registerkarta från 1983 utgiven av stadsmätningsavdelningen vid Stockholms stadsbyggnadskontor går gränsen mellan Södra och Norra Djurgården mitt i Djurgårdsbrunnsviken respektive Djurgårdsbrunnskanalen. Ladugårdsgärdet har exempelvis den officiella fastighetsbeteckningen Norra Djurgården 1:1,7. Kungliga Djurgårdens Förvaltning har en annan definition: Enligt deras kartor och skyltar inkluderar Södra Djurgården även Ladugårdsgärdet ända upp till Lindarängsvägen.

## Historik

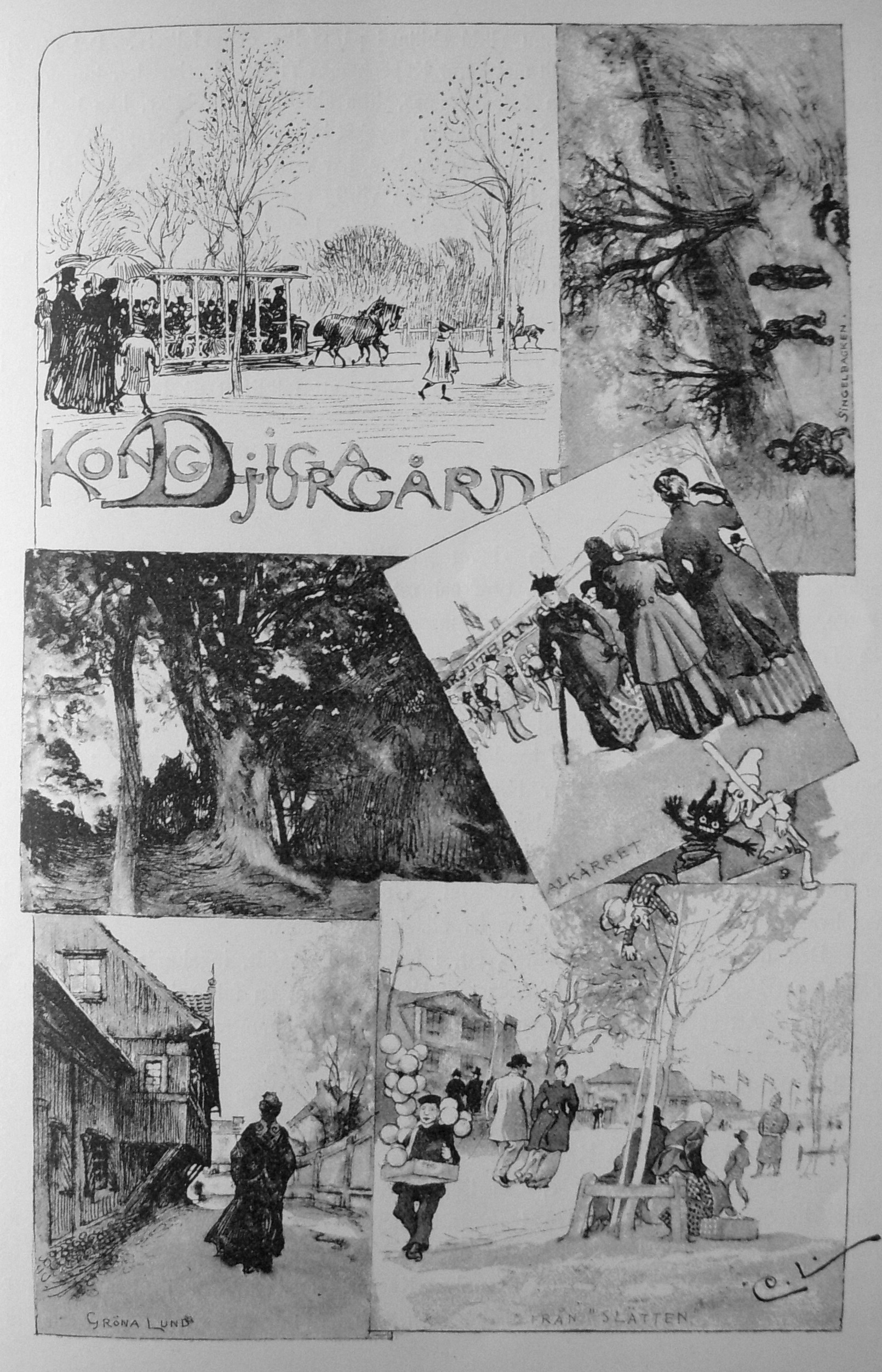
Bildkollage av Carl Larsson.

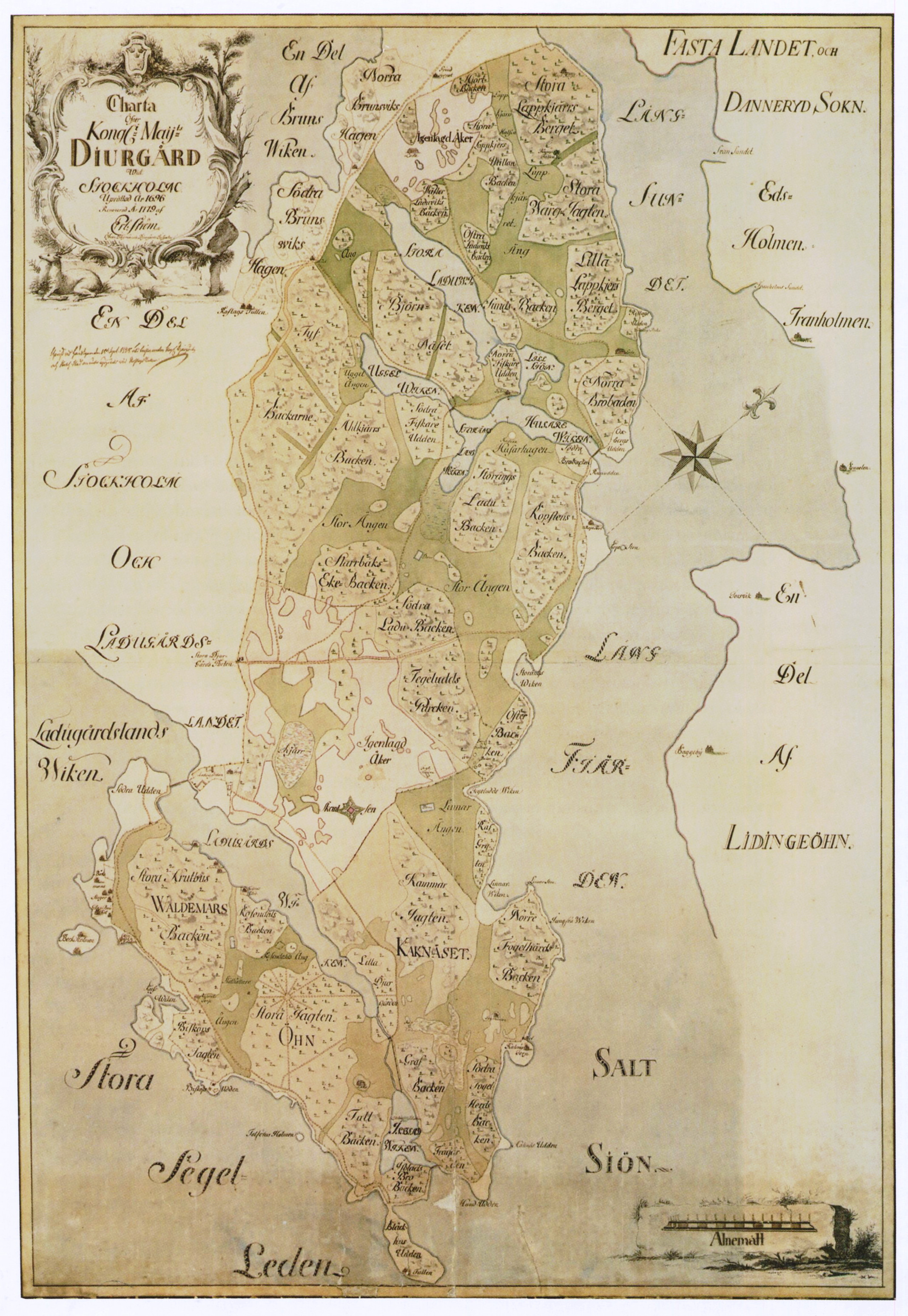
Erland Ströms "Charta öfver Kongl. Maijts Diurgård" från 1696.

Under Karl XI:s (1655–1697) tid uppfördes med början år 1680 den så kallade Djurgårdsgärdesgården, ett staket, mer än 2 mil långt som gick runt hela den Kungl. Djurgården för att hålla vilt som hjortar och rådjur inom hägn och varg, björn och tjuvskyttar utanför. Hägnet användes av Kungahuset för att få god tillgång på vilt till köket och lättare kunna ordna lyckade jakter för inbjudna jaktsällskap. Inhägnaden var mer än väl tilltagen för att djuren skulle kunna leva och fortplanta sig på ett naturligt sätt i området. En stor stab av uppsyningsmän, grindvaktare och jägmästare tillsattes för att hålla jaktområdet och stängslet i skick. In på 1700-talet då Karl XI inte längre levde, minskade jaktintresset hos de kungliga.
Efter 1829 slutade man att underhålla stängslet och kvarvarande hjortar, som var det huvudsakliga bytet, flyttades till ett mindre hägn till det område som namngett nuvarande Hjorthagen i området på berget ovanför Ropstensområdet. 1890 flyttades hjortarna till Gripsholm. En av de många grindarna eller portarna in i hägnet var placerad vid Ropsten, där öppningen kallades Ropeport. Huvudvägen från Ropsten in till Stockholm gick utefter stängslet inom hägnet. En annan grind eller port fanns väster om Björnnäset i nuvarande området Fiskartorpet ett stycke från Brunnsviken som man förmodar ligger bakom namnet Grindstängarvägen i Fiskartorpet.
Mellan 1766 och 1862 fick besökare erlägga en avgift för att komma in på området; fordon fick betala avgift fram till 1 oktober 1877. Området inkorporerades med Stockholm 1 januari 1868.